# كريس ماسي (سياسي)
كريس ماسي هو سياسي أمريكي، ولد في 13 سبتمبر 1971 في غرينفيل في الولايات المتحدة. نشط حزبياً في الحزب الجمهوري. وقد انتخب عضو مجلس ولاية مسيسيبي ‏.